# سونیا رولان
سونیا رولان (فرانسوی: Sonia Rolland‎؛ زادهٔ ۱۱ فوریهٔ ۱۹۸۱) یک هنرپیشه اهل فرانسه است.
از فیلم‌ها یا برنامه‌های تلویزیونی که وی در آنها نقش داشته است می‌توان به نیمه‌شب در پاریس اشاره کرد.